# 2007年中國國民黨主席補選
2007年中國國民黨主席補選，為馬英九於2007年2月13日辭去中國國民黨主席之後，在2007年4月7日舉行的黨主席選舉。在3月24日，跨過黨員連署門檻有吳伯雄、洪秀柱兩人，也確定由此二人競選黨主席之位。原本黨中央從嚴審查，使洪秀柱的連署書未達到連署門檻，吳伯雄將可同額競選。但之後黨中央選監小組在受到批評之下開會下修連署門檻，由「黨員的3％」（約需三萬三千份）降為「具黨權的黨員的3％」（約一萬多份），黨主席選舉最後才確定上演一場吳、洪之爭。隨後號次抽籤，洪、吳分別抽中一號、二號。

## 選舉結果
2007年4月7日舉行黨主席選舉，選舉結果於當日傍晚揭曉。國民黨此次選舉前有33萬7,467位具投票權的黨員，18萬1,374位黨員参加了投票，投票率53.75%。洪秀柱獲2萬3,447票；吳伯雄則囊括15萬6,499票，以86.97％的高得票率當選黨主席，4月11日正式就職。但吳伯雄此次得票僅不足前主席馬英九的一半，曾創下新低紀錄，直至2016年補選被洪秀柱所打破。本次敗選的洪秀柱亦為以最低票紀錄敗選者，直至2016年補選才被自己的對手陳學聖打破。
| 號次 | 姓名   | 得票數  | 得票率  | 當選 |
| ---- | ------ | ------- | ------- | ---- |
| 1    | 洪秀柱 | 23,447  | 13.03％ |      |
| 2    | 吳伯雄 | 156,499 | 86.97％ |      |